# Torneio de Candidatos de 2014
O Torneio de Candidatos de 2014 ocorreu em Khanty-Mansiysk, Rússia, de 11 março a 1 abril. Com 8,5 pontos em 14 possíveis, o ex-campeão mundial Viswanathan Anand se tornou o desafiante de Magnus Carlsen na disputa pelo título.
| Rank | Jogador               | Rating Março (2014)[3] | 1 (VA) | 1 (VA) | 2 (SK) | 2 (SK) | 3 (VK) | 3 (VK) | 4 (SM) | 4 (SM) | 5 (DA) | 5 (DA) | 6 (LA) | 6 (LA) | 7 (PS) | 7 (PS) | 8 (VT) | 8 (VT) | Pontos | Tiebreaks | Tiebreaks | Tiebreaks |
| Rank | Jogador               | Rating Março (2014)[3] | 1 (VA) | 1 (VA) | 2 (SK) | 2 (SK) | 3 (VK) | 3 (VK) | 4 (SM) | 4 (SM) | 5 (DA) | 5 (DA) | 6 (LA) | 6 (LA) | 7 (PS) | 7 (PS) | 8 (VT) | 8 (VT) | Pontos | H2H       | Vitórias  | SB        |
|      |                       |                        | W      | B      | W      | B      | W      | B      | W      | B      | W      | B      | W      | B      | W      | B      | W      | B      |        |           |           |           |
| ---- | --------------------- | ---------------------- | ------ | ------ | ------ | ------ | ------ | ------ | ------ | ------ | ------ | ------ | ------ | ------ | ------ | ------ | ------ | ------ | ------ | --------- | --------- | --------- |
| 1    | Viswanathan Anand     | 2770                   |        |        | ½      | ½      | ½      | ½      | ½      | 1      | ½      | ½      | 1      | ½      | ½      | ½      | 1      | ½      | 8½     | —         | 3         | 57.25     |
| 2    | Sergey Karjakin       | 2766                   | ½      | ½      |        |        | 1      | 0      | ½      | ½      | ½      | ½      | 0      | 1      | ½      | 1      | ½      | ½      | 7½     | —         | 3         | 51.75     |
| 3    | Vladimir Kramnik      | 2787                   | ½      | ½      | 1      | 0      |        |        | 1      | ½      | ½      | ½      | ½      | ½      | 0      | ½      | 1      | 0      | 7      | 2½        | 3         | 49.25     |
| 4    | Shakhriyar Mamedyarov | 2757                   | 0      | ½      | ½      | ½      | ½      | 0      |        |        | 1      | ½      | 1      | 0      | 1      | ½      | ½      | ½      | 7      | 2         | 3         | 48.00     |
| 5    | Dmitry Andreikin      | 2709                   | ½      | ½      | ½      | ½      | ½      | ½      | ½      | 0      |        |        | 1      | ½      | ½      | 0      | 1      | ½      | 7      | 1½        | 2         | 48.50     |
| 6    | Levon Aronian         | 2830                   | ½      | 0      | 0      | 1      | ½      | ½      | 1      | 0      | ½      | 0      |        |        | 1      | ½      | ½      | ½      | 6½     | 1½        | 3         | 45.00     |
| 7    | Peter Svidler         | 2758                   | ½      | ½      | 0      | ½      | ½      | 1      | ½      | 0      | 1      | ½      | ½      | 0      |        |        | 1      | 0      | 6½     | ½         | 3         | 46.00     |
| 8    | Veselin Topalov       | 2785                   | ½      | 0      | ½      | ½      | 1      | 0      | ½      | ½      | ½      | 0      | ½      | ½      | 1      | 0      |        |        | 6      | —         | 2         | 42.25     |